# Zener-Preis
Der Zener-Preis (auch: Zener-Goldmedaille, 1965–1989: ICIFUAS-Preis) ist eine internationale Auszeichnung für wissenschaftliche Fortschritte auf den Gebieten der Materialwissenschaften und der Physik mit dem Schwerpunkt auf Anwendungen in der mechanischen Spektroskopie und der inneren Reibung.
Der Preis, mit dem früheren Namen ICIFUAS-Preis (1965–1989), wurde zu Ehren der bahnbrechenden Arbeiten von Clarence Zener zur Anelastizität ins Leben gerufen und alle 4 Jahre verliehen. Nach dem Tod Zeners trägt er seit 1993 den Namen Zener-Preis und wird alle 3 Jahre verliehen. Die Verleihung erfolgt durch die Kommission des Zener-Preises, die vom Vorsitzenden der Internationalen Konferenz für Innere Reibung und Mechanische Spektroskopie (ICIFMS) – ehemals Internationale Konferenz über Interne Reibung und Ultraschalldämpfung in Festkörpern, ICIFUAS (1956–2002) – geleitet wird.
Der Preis kann in Anerkennung einer wichtigen wissenschaftlichen Entdeckung oder eines substantiellen Beitrags auf dem Gebiet der Materialwissenschaften und der Physik als Lebenswerk vergeben werden. Bis 2022 wurde der Preis 24 Mal verliehen. In den Jahren 1973, 1977 und 1981 wurde der IFICUAS-Preis nicht vergeben. Jeder Preisträger erhält eine Zener-Goldmedaille und ein Diplom. Jede Zener-Goldmedaille ist in 23 Karat Gold geprägt und zeigt auf der Vorderseite ein rechtes Profilbild von Clarence Zener.

## Preisträger
| Nummer/Jahr | Preisträger            | Land (Anzahl der Preisträger) | Institut bei Preisverleihung (Anzahl der Preise) |
| ----------- | ---------------------- | ----------------------------- | --- |
| 1./1965     | Werner Köster          | Deutschland (4)               | Max-Planck-Institut für Metallforschung, Stuttgart (3) |
| 2./1969     | Warren Perry Mason     | Vereinigte Staaten (6)        | Bell Laboratories, Murray Hill, New Jersey |
| 3./1985     | Clarence Melvin Zener  | Vereinigte Staaten (6)        | Carnegie Mellon University, Pittsburgh, Pennsylvania |
| 4./1989     | Ting-sui Kê            | Volksrepublik China (2)       | Chinesische Akademie der Wissenschaften, Institute of Solid State Physics (ISSP), Hefei, Anhui (2)                                                        |
| 5./1989     | Arthur Stanley Nowick  | Vereinigte Staaten (6)        | Columbia University (Columbia-Universität in der Stadt New York), New York City, New York (2)                                                             |
| 6./1993     | Piero Giorgio Bordoni  | Italien (4)                   | Universität La Sapienza, Rom (2) |
| 7./1993     | Kurt Lücke             | Deutschland (4)               | Rheinisch-Westfälische Technische Hochschule Aachen, Aachen                                                                                               |
| 8./1993     | Alfred Seeger          | Deutschland (4)               | Max-Planck-Institut für Metallforschung, Stuttgart (3) |
| 9./1993     | Charles Allen Wert     | Vereinigte Staaten (6)        | University of Illinois at Urbana-Champaign, Urbana-Champaign, Illinois (2)                                                                                |
| 10./1996    | Andrew Vincent Granato | Vereinigte Staaten (6)        | University of Illinois at Urbana-Champaign, Urbana-Champaign, Illinois (2)                                                                                |
| 11./1999    | Gunther Schoeck        | Österreich                    | Universität Wien, Wien |
| 12./2002    | Willy Benoit           | Schweiz (3)                   | École polytechnique fédérale de Lausanne (EPFL), (deutsch Eidgenössische Technische Hochschule Lausanne, EPFL), Lausanne (3)                              |
| 13./2002    | Masahiro Koiwa         | Japan                         | Universität Kyōto, Kyōto |
| 14./2005    | Rosario Cantelli       | Italien (4)                   | Universität La Sapienza, Rom (2) |
| 15./2005    | Manfred Weller         | Deutschland (4)               | Max-Planck-Institut für Metallforschung, Stuttgart (3) |
| 16./2008    | Daniel Newson Beshers  | Vereinigte Staaten (6)        | Columbia University, New York City, New York (2) |
| 17./2008    | Gaetano Cannelli       | Italien (4)                   | Universität Kalabrien, Rende |
| 18./2008    | Gilbert Fantozzi       | Frankreich                    | Institut national des sciences appliquées de Lyon (INSA de Lyon); (deutsch Nationales Institut der angewandten Wissenschaften in Lyon), Lyon-Villeurbanne |
| 19./2011    | Gérard Gremaud         | Schweiz (3)                   | École polytechnique fédérale de Lausanne (EPFL), Lausanne (3)                                                                                             |
| 20./2011    | Fabio Massimo Mazzolai | Italien (4)                   | Universität Perugia, Perugia |
| 21./2014    | Qing-Ping Kong         | Volksrepublik China (2)       | Chinesische Akademie der Wissenschaften, Institute of Solid State Physics (ISSP), Hefei, Anhui (2)                                                        |
| 22./2014    | Robert Schaller        | Schweiz (3)                   | École polytechnique fédérale de Lausanne (EPFL), Lausanne (3)                                                                                             |
| 23./2017    | Leszek Bogumił Magalas | Polen                         | AGH Wissenschaftlich-Technische Universität, Krakau |
| 24./2022    | Jose M. San Juan       | Spanien                       | Universidad del País Vasco (UPV/EHU), Bilbao |